# Chuối nếp nướng
Chuối nếp nướng là món ăn đường phố phổ biến ở Việt Nam, đặc biệt là khu vực phía Nam. Món này được CNN vinh danh là một trong số 9 món tráng miệng ngon nhất thế giới.

## Lịch sử
Chuối nếp nướng được cho là có nguồn gốc từ tỉnh Bến Tre, Việt Nam; nhanh chóng trở thành đặc sản của tỉnh rồi lan rộng ra miền Nam và toàn quốc. Theo thời gian, món ăn đã phát triển, mỗi người nấu nướng ở mỗi vùng đều thêm những cách biến tấu độc đáo của riêng mình.

## Thành phần và biến thể
Thành phần chính của chuối nếp nướng là chuối xiêm. Chuối vừa chín sẽ được mang về ủ. Sau vài ngày đến khi chuối vàng ươm mới mang ra chế biến. Lột vỏ chuối, rửa sạch, ướp 2-3 thìa canh đường, 1/4 thìa cà phê muối trong 30 phút để có vị đậm đà. Tiếp đến tiến hành cách gói quả chuối chín trong một lớp gạo nếp, sau đó bọc trong lá chuối và nướng trên than hồng, tạo nên tên gọi cho món ăn cũng như hương vị khói thơm đặc trưng. Sau đó, món ăn có thể được ăn đơn giản hoặc ăn kèm với nước sốt làm từ nước cốt dừa và một chút đậu phộng giã nhuyễn hoặc hạt vừng nướng.
Đối với phần gạo nếp thì cần vo sạch để nấu, kèm thêm chút muối để thêm vị đậm đà. Gạo nếp vừa chín sẽ thêm nước cốt dừa, đường, muối, bột năng đổ vào nồi, rồi dùng đũa xới đều. Vừa đun vừa khuấy đến khi hỗn hợp sánh đặc để có tính thẩm mỹ.
Một trong những yếu tố quan trọng tạo nên sự khác biệt của chuối nếp nướng so với các món ăn đường phố khác tại Việt Nam là tính linh hoạt: món ăn này có thể được thưởng thức như một món ăn nhẹ ngọt hoặc mặn, tùy thuộc vào việc lựa chọn nước sốt đổ vào. Phiên bản ngọt thường chỉ có một chút nước cốt dừa và rắc đậu phộng nghiền/hạt vừng nướng, trong khi cách ăn mặn có thể bao gồm thêm hạt bột báng (trân châu), dừa nạo sấy hoặc hành lá.
Quả chuối sau khi nướng được đánh giá ngon phải đảm bảo những tiêu chí như: lớp nếp ngoài có màu nâu giòn, lớp nếp trong có màu trắng mềm, quả chuối có màu vàng vừa chín để đảm bảo vừa ăn, không bị nhũn.

## Trong văn hóa Việt Nam
Ngày nay, chuối nếp nướng có thể tìm được ở khắp các sạp gánh hàng đường phố trên khắp Việt Nam. Đồng thời là món ăn đại diện của Việt Nam, đứng đầu bảng yêu thích tại Đại hội Ẩm thực đường phố - World Street Food Congress (WSFC) ở Singapore, năm 2013. Trong những năm gần đây, chuối nếp nướng đã được quốc tế công nhận và được giới thiệu trên nhiều phương tiện truyền thông quốc tế, bao gồm cả Hành trình ẩm thực của CNN, đã xếp món này là một trong số 9 món tráng miệng ngon nhất thế giới.

## Hình ảnh

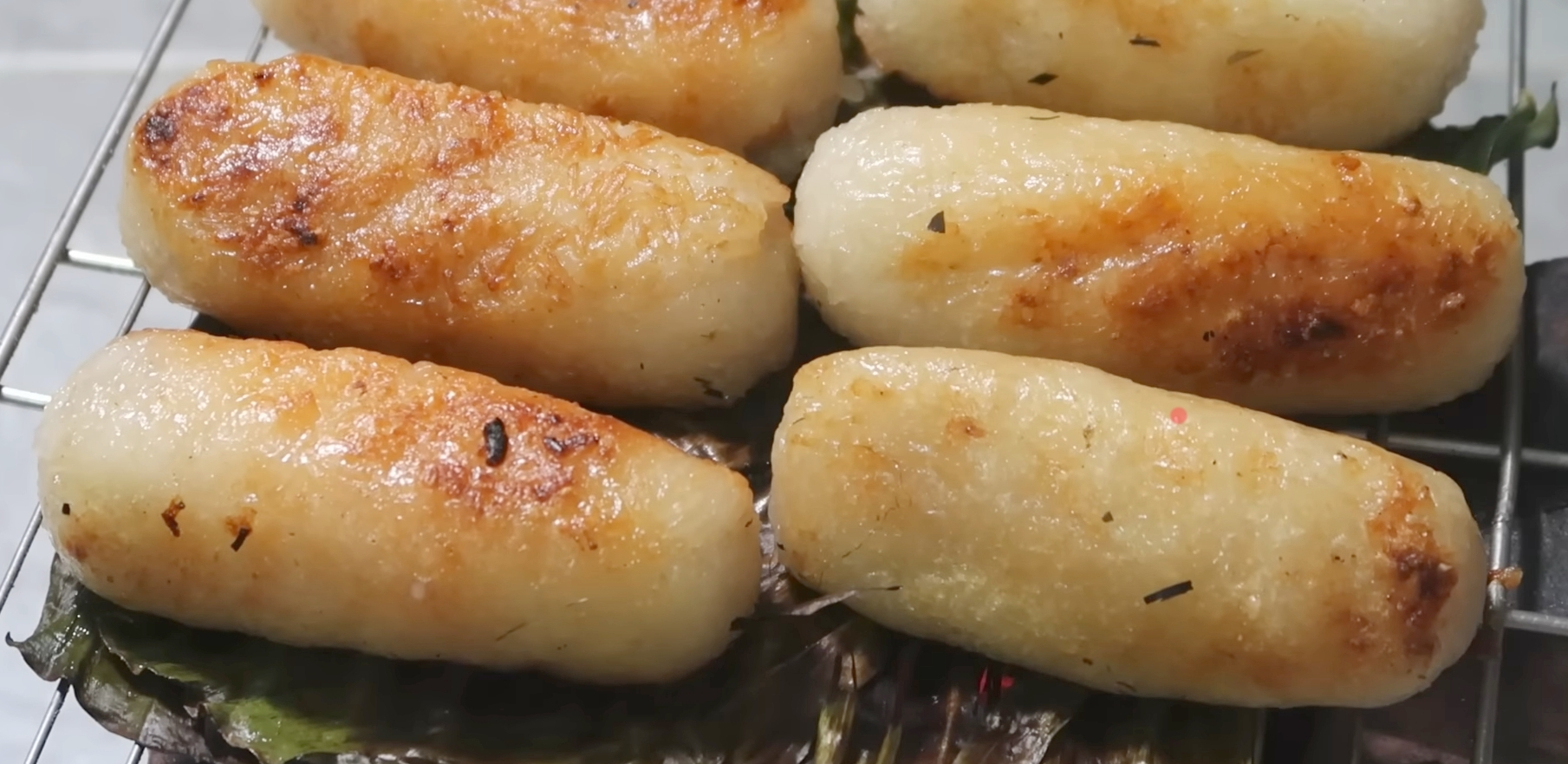
Chuối nếp nướng trên than
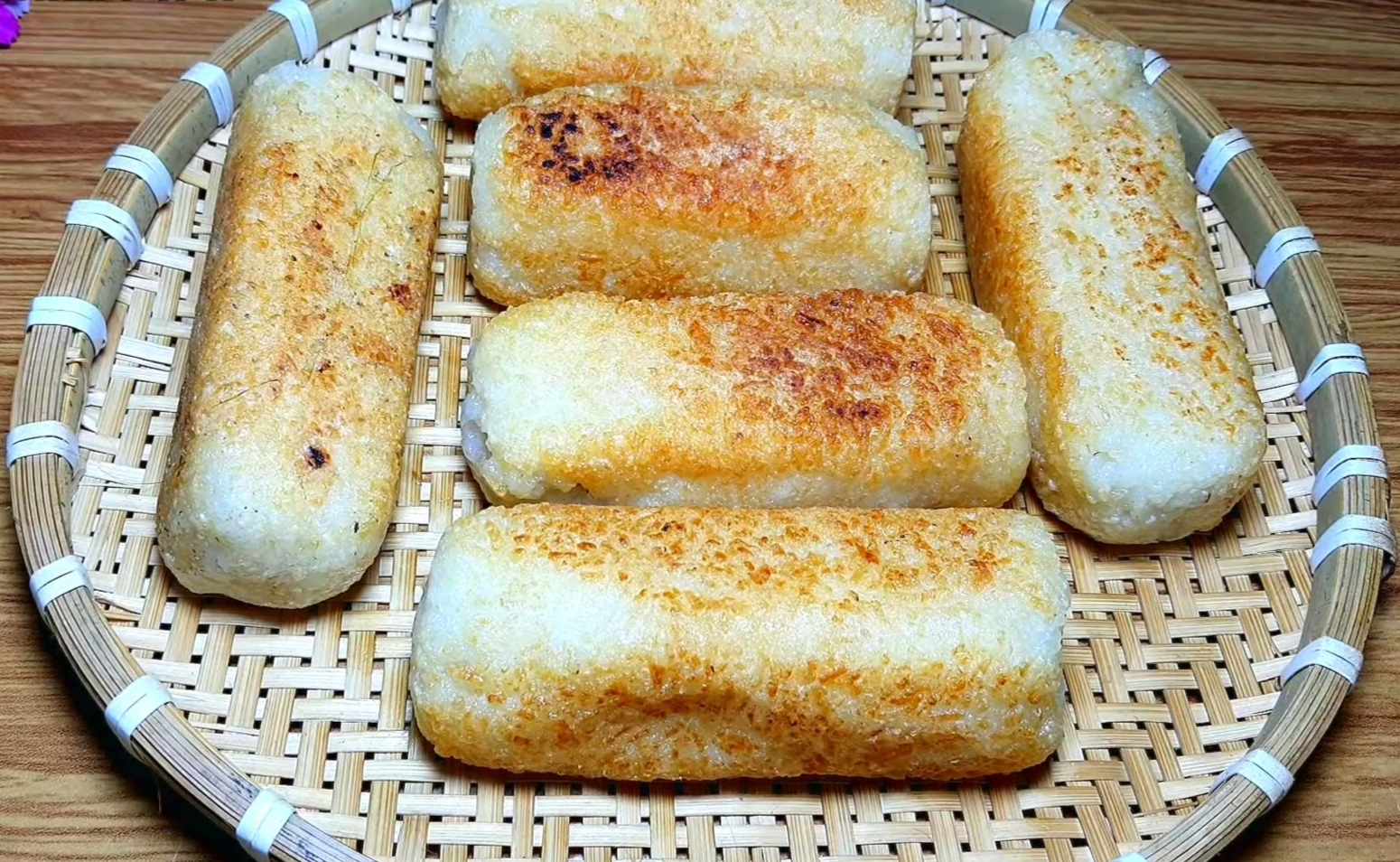
Chuối nếp nướng
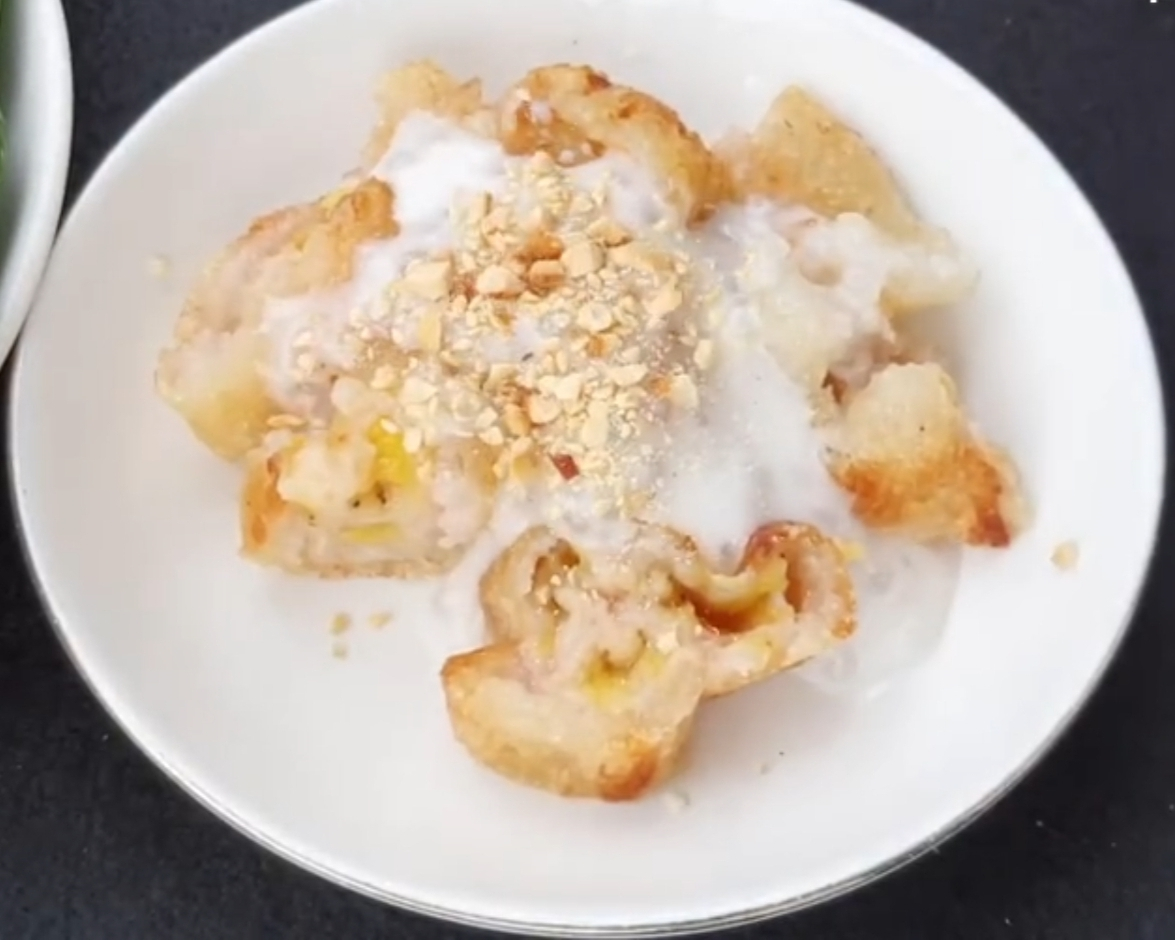
Chuối nếp nướng ăn kèm nước cốt dừa, đậu phộng
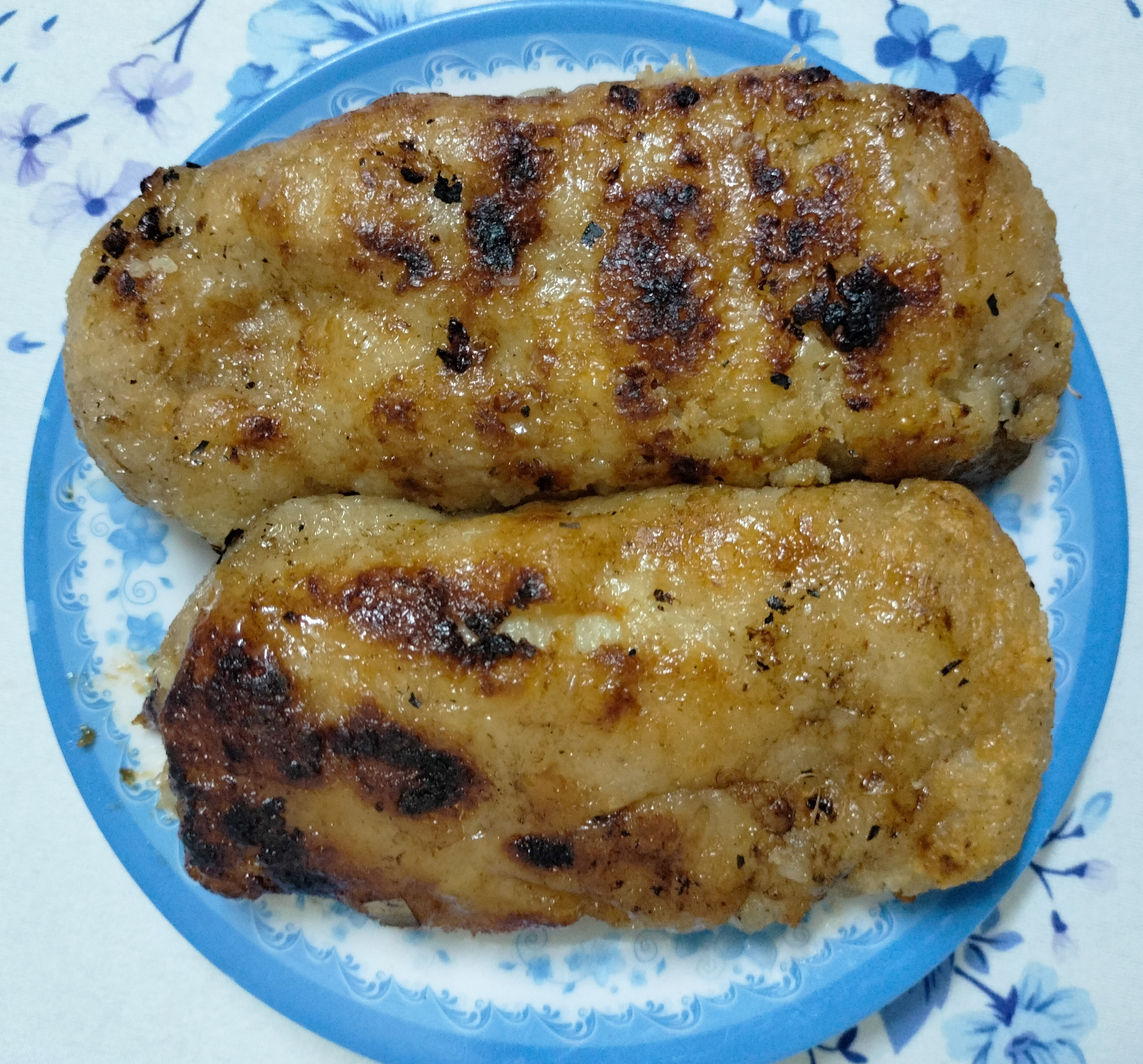
2 quả chuối nếp nướng
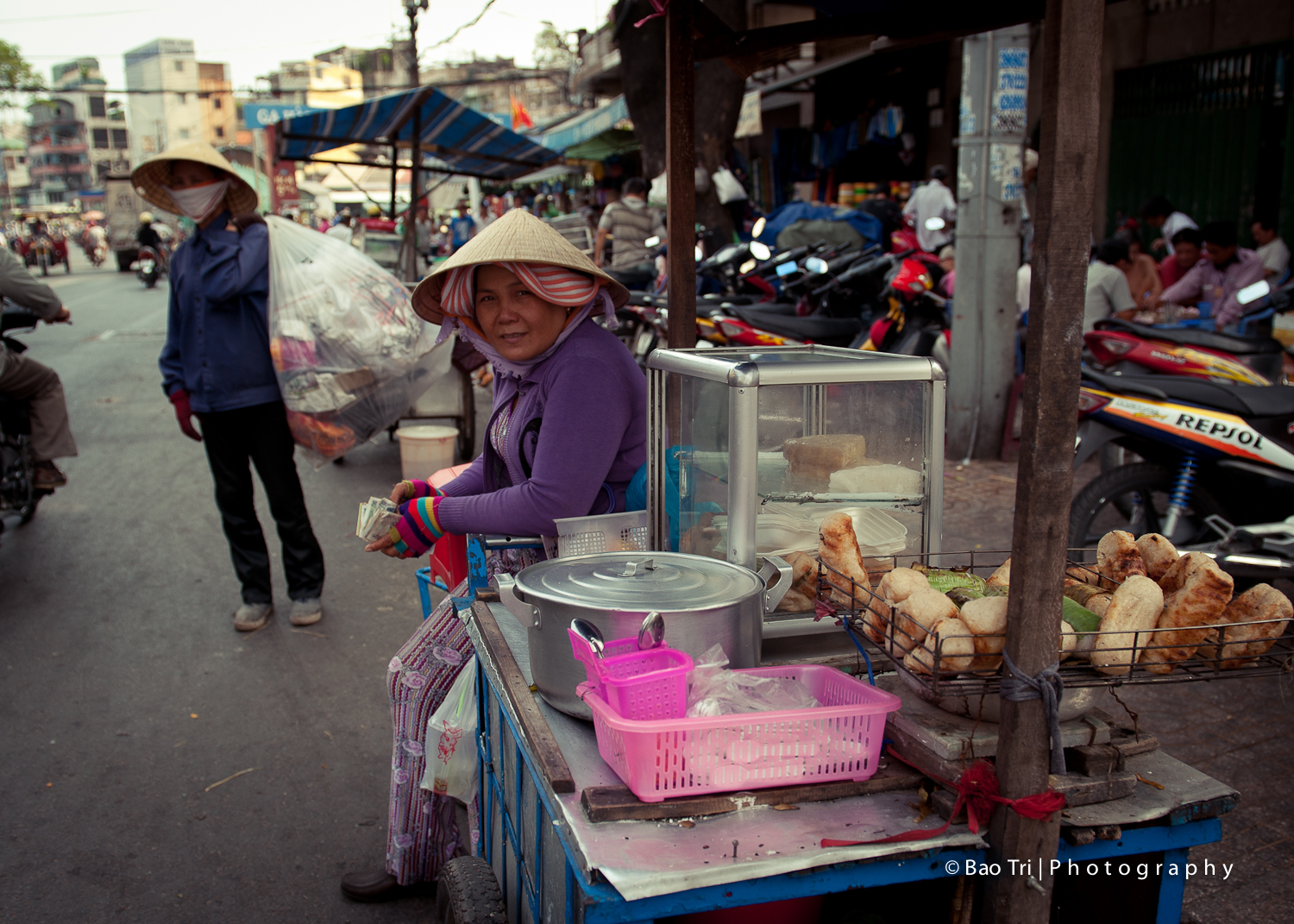
Một quầy bán món chuối nếp nướng ở miền Nam Việt Nam.